# Steffan Trysén
Steffan Otto Trysén, född den 26 augusti 1905 i Stockholm, död den 16 april 1991 i Enköping, var en svensk ämbetsman.
Trysén avlade studentexamen på Lidingö 1923 och juris kandidatexamen vid Stockholms högskola 1929. Efter tingstjänstgöring 1930–1933 blev han extra ordinarie länsnotarie vid länsstyrelsen i Värmlands län 1933, ordinarie länsnotarie vid länsstyrelsen i Örebro län 1942, extra ordinarie civilförsvarsdirektör där 1944, länsassessor 1951 och förste länsassessor 1953. Trysén var landssekreterare i Gotlands län 1960–1970. Han var ledamot av Visby stifts domkapitel 1963–1972 och ordförande i utskrivningsnämnden för Gotlands län 1967–1973. Trysén blev riddare av Nordstjärneorden 1956 och kommendör av samma orden 1966. Han vilar på Vallby kyrkogård utanför Enköping.